# لوراسیدون
لوراسیدون(به انگلیسی: Lurasidone)، که با نام تجاری Latuda و دیگر نام‌ها فروخته می‌شود، یک داروی ضد روان پریشی است که برای درمان اسکیزوفرنی و اختلال دو قطبی استفاده می‌شود. در دو قطبی ممکن است همراه با یک تثبیت کننده خلق مانند لیتیوم یا والپروات استفاده شود. این دارو به صورت خوراکی تجویز می‌شود.
عوارض جانبی شایع شامل خواب آلودگی، اختلالات حرکتی، حالت تهوع و اسهال است. عوارض جانبی جدی ممکن است شامل اختلال حرکتی دائمی، سندرم نورولپتیک بدخیم، افزایش خطر خودکشی، آنژیوادم و سطح بالای قند خون باشد. در افراد مسن مبتلا به روان پریشی در نتیجه زوال عقل، ممکن است خطر مرگ را افزایش دهد. استفاده در دوران بارداری از نظر ایمنی نامشخص است. نحوه عملکرد آن مشخص نیست اما اعتقاد بر این است که بر دوپامین و سروتونین در مغز تأثیر می‌گذارد.
لوراسیدون برای استفاده پزشکی در ایالات متحده در سال ۲۰۱۰ تأیید شد.